# Pietraserena
Pietraserena (korsisch A Petra Serena) ist eine französische Gemeinde auf der Insel Korsika. Sie gehört zur Region Korsika, zum Département Haute-Corse, zum Arrondissement Corte und zum Kanton Ghisonaccia. Die Bewohner nennen sich Petraserinacci.

## Geografie
Pietraserena liegt auf ungefähr 700 Metern über dem Meeresspiegel, 20 Kilometer südöstlich von Corte. Nachbargemeinden sind Zuani im Nordwesten, Ampriani im Norden, Zalana im Nordosten, Tallone im Osten, Pancheraccia im Südosten, Giuncaggio im Süden und Piedicorte-di-Gaggio im Westen.

## Bevölkerungsentwicklung

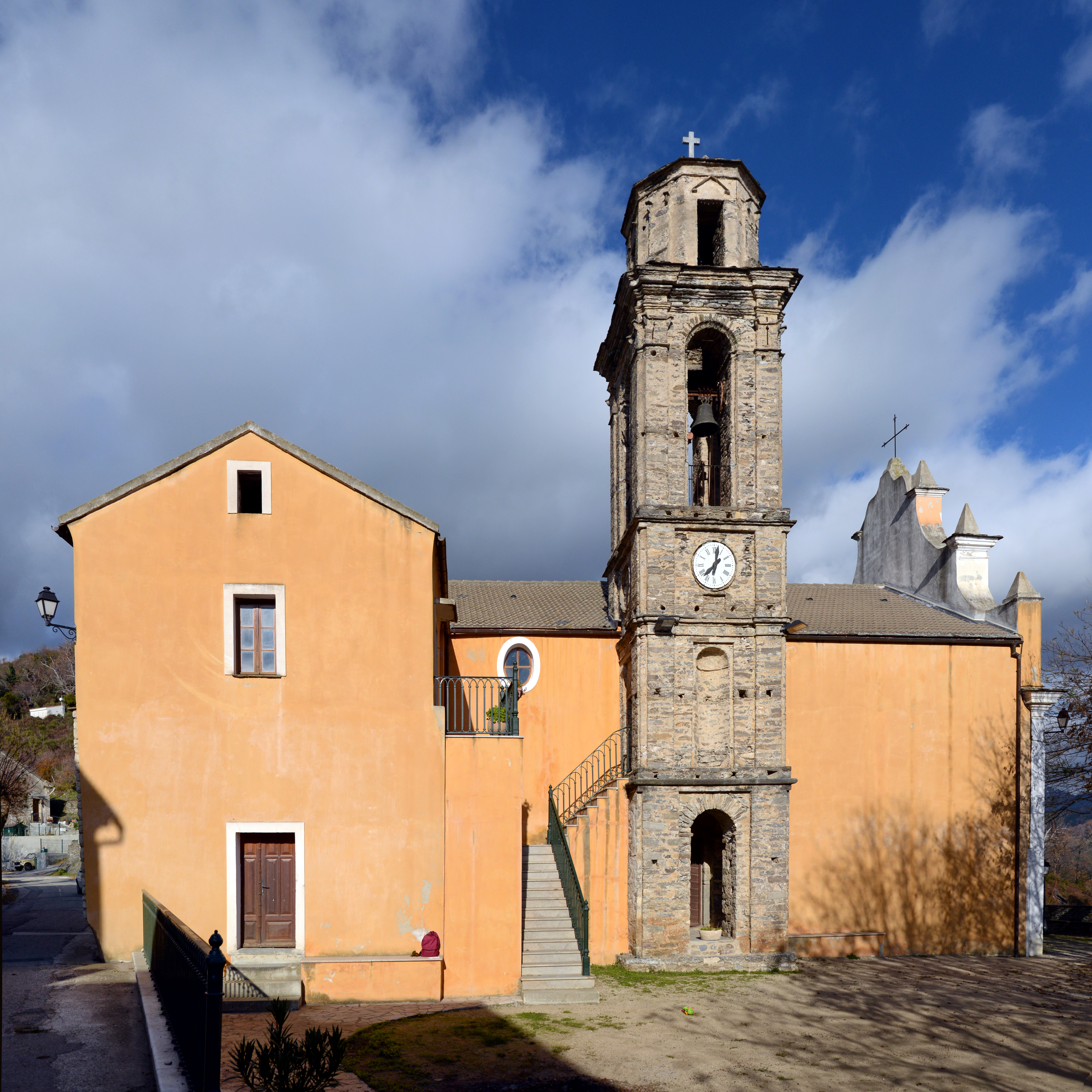
Kirche Saint-Roch

| Jahr                       | 1962 | 1968 | 1975 | 1982 | 1990 | 1999 | 2008 | 2020 |
| Einwohner                  | 156  | 138  | 134  | 131  | 92   | 80   | 75   | 59   |
| Quellen: Cassini und INSEE |      |      |      |      |      |      |      |      |